# 小池書院
株式會社小池書院（こいけしょいん）は、日本の出版社。1972年、小池一夫が中心となってスタジオシップとして創業、その後現社名になる。小池原作作品・著作を中心に漫画雑誌・単行本や各種一般書等を発行していた。出版不況に抗えず、2016年末より破産手続きを開始した。

## スタジオシップ時代（初期）
一（いち）プロというプロダクションを前身とする。その名の通り、小池の古巣のさいとうプロと同様の形態で、1人の原作者を中心に複数の作画家で構成されていた。そのメンバーは、小池一夫がさいとうプロを離脱した後、同様にさいとうプロを辞めた小山ゆう、叶精作、神田たけ志、神江里見、伊賀和洋ら7人の漫画家であり、小池が借りた借家で集団生活をしながら、小池が書いた原作に7人の漫画家が作画していた。ほとんどの場合は1つの作品に対してメインの漫画家が1人だったが、『徳川家康』のようにキャラごとに作画者を変えるという変則的な作品もある。
プロダクションとしてスタートしたスタジオシップは、小池作品を中心に出版も手がけるようになる。また、小池および小島剛夕原作の『子連れ狼』（萬屋錦之介主演）が1973年に日本テレビ系列にてテレビドラマ化された際、制作会社のユニオン映画と共に制作に参画している。

## オリオン出版
1973年に出版部門としてオリオン出版を発足させ、小池作品以外の出版も手がける。1977年にオリオン出版を解消した。なお、現存する「オリオン出版社」（もしくはオリオン社、または株式会社オリオンブックス）とは全く無関係である。

## スタジオシップ時代（後期）
オリオン出版解消後、出版業務は元のスタジオシップに戻して続行した。社内に小池一夫劇画村塾の事務局が置かれたのもこの時代である。劇画村塾出身者のデビュー雑誌として、『Comic劇画村塾』や『ヤングシュート』といった月刊雑誌を発行した。高橋留美子や板垣恵介、たなか亜希夫など、多くの村塾出身作家が紙面を飾った。
その他の雑誌に『コミックHAL』『コミック・コサージュ』などがある。
その後、小池原作の作品を中心にした「道草文庫」を創刊した。漫画作品は「亀」、著名人のエッセイや小説などは「鶴」のマークで分類されていた。

## 小池書院
1995年、スタジオシップから小池書院に社名を変更した。従来の漫画単行本「キングシリーズ」の他に、「漫画DX」シリーズでコンビニ本にも参入している。
ゴルフ雑誌『アルバトロス・ビュー』（毎日新聞社発売）やゴルフ関連書籍の発行、ゴルフ関連の会員制サービスなどの各種事業も行ってきたが、一連のゴルフに関する事業は2005年4月にインターネットマーケティング会社オプトの関連会社エフティユニットリーシングに営業譲渡、エフティ社は社名を株式会社ALBAに変更して現在に至っている。
小池の大阪芸術大学芸術学部映像学科教授就任にともない、「キャラクター原論」の教科書や大学発行の雑誌『河南文芸』『大学漫画』なども出版している。
2007年、文庫サイズの「KSポケッツ」シリーズの刊行を開始した。
2011年10月から2012年9月まで隔月刊雑誌『ガッツポン』を発行、また2013年10月から2016年2月まで隔月刊雑誌『ストレンジャーソレント』を発行した。
2016年11月、破産処理を開始した。
2018年2月現在、会社登記情報上、破産手続開始決定はなされていない。

## 時代劇漫画 刃-JIN-
2008年7月号まで、月刊誌『時代劇漫画 刃-JIN-』を発行していた。当初は小池作品の新作と旧作の再録がほとんどの「小池一夫マガジン」状態だったが、徐々に小池以外の作品も掲載されるようになった。
休刊直前の頃には小池以外の作家の作品の方が多く掲載されるようになり、劇画だけでなくギャグや四コマ、オカルト系、ほのぼの系など、いろいろな傾向の漫画が掲載されていた。また、「時代劇漫画」と題しながら、通常の時代劇で題材となる戦国時代や江戸時代以外にも、平安時代や明治時代または近代アメリカなどを扱った作品があったことも特色の一つといえる。